# نيكولاس بيترس بيرشم

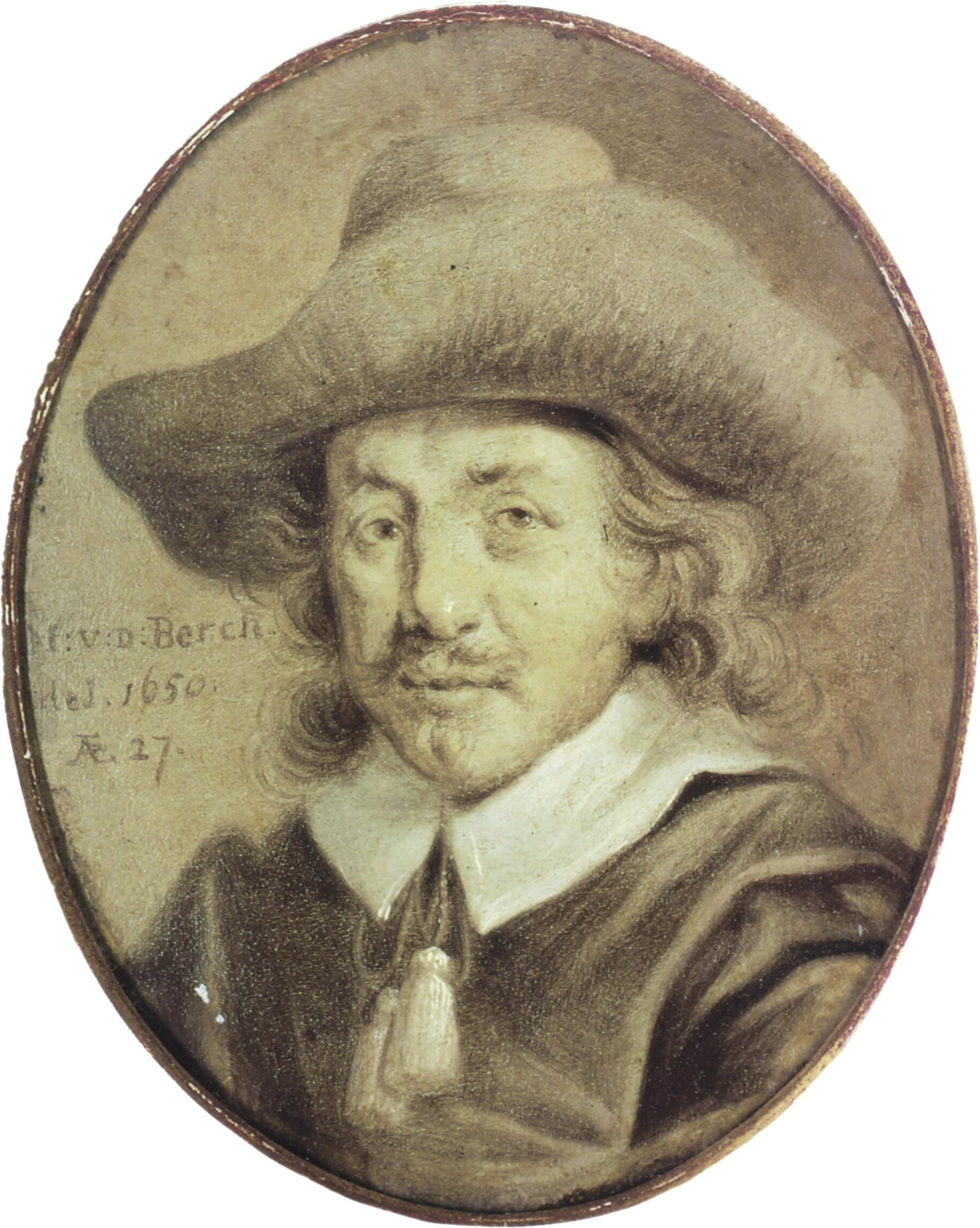
صورة لنيكولاس بيرشم بواسطة جان ستولكر (بين 1739 و 1785).

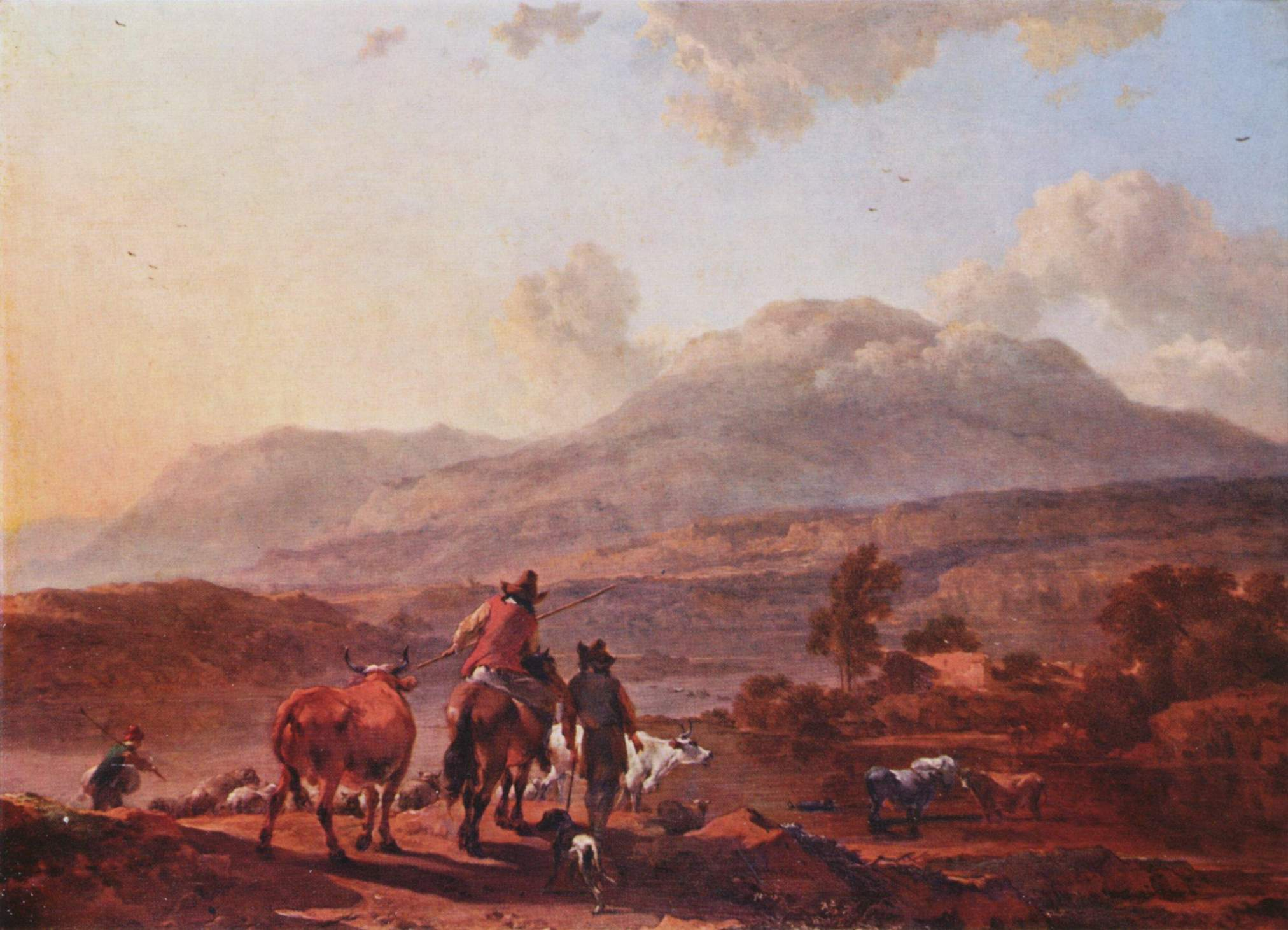
مشهد أمسي إيطالي

نيكولاس بيترس بيرشم (1 أكتوبر 1620 - 18 فبراير 1683) كان رسامًا محترمًا وغزير الإنتاج من العصر الذهبي الهولندي للمناظر الطبيعية الرعوية، مأهولة بالشخصيات الأسطورية أو التوراتية، ولكن أيضًا بعدد من الرموز والقطع من النوع.

## السيرة الشخصية
وُلِد في هارلم، وتلقى تعليمات من والده بيتر كلايس، ومن الرسامين جان فان جوين، وبيتر دي جريبير، وجان بابتيست وينيكس، وجان ويلس، وكليس كورنيليز. موييرت. وفقًا لهوبراكن، أخبره كاريل دي مور أن بيركيم حصل على اسمه من كلمتين «بيرج هيم» لـ «أنقذه!»، وهو تعبير يستخدمه زملاؤه في ورشة فان جوين كلما طارده والده هناك بنية ضربه. .
كان مدرسًا شهيرًا وكان تلاميذه هم أبراهام بيجين، جوهانس فان دير بنت، ابنه نيكولاس، إسحاق كرونينبيرج، سيمون دوبوا، كاريل دوجاردان، يوهانس جلوبر، بيتر دي هوش، جاكوب فان هوشتنبرغ، جوستوس فان هويسوم، ديرك ماس، هندريك مومرز، جاكوب أوشترفلت، وليم رومين وربما جان فرانس سولماكر   كان عم جوفيرت فان دير ليو وشقيقه بيتر.

## معرض الصور

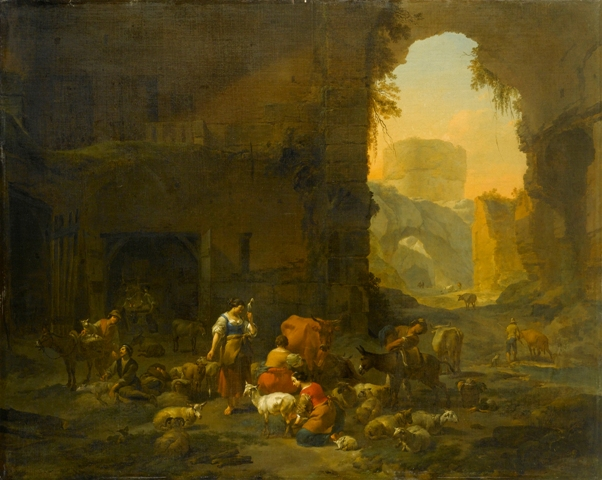
حلابات ورعاة مع قطيعهم عند فم الكهف ، سائق سقي ماشيته وراءه ، زيت على قماش.
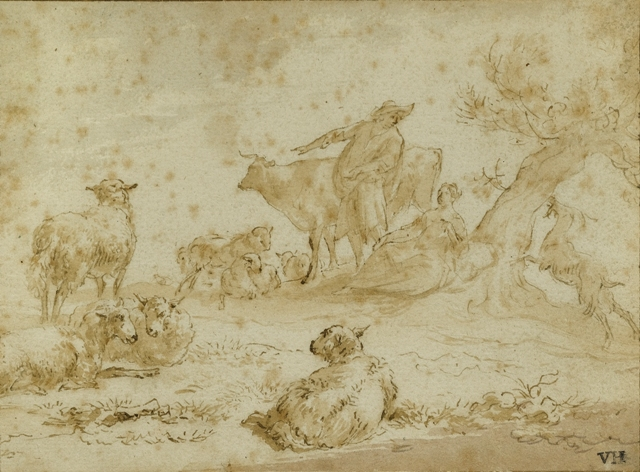
زوجان من الفلاحين بجوار شجرة بها ماشية وأغنام ، وقلم وحبر بني ، وغسل بني ، ومحفور للنقل ، وخطوط تأطير بالقلم والحبر البني.
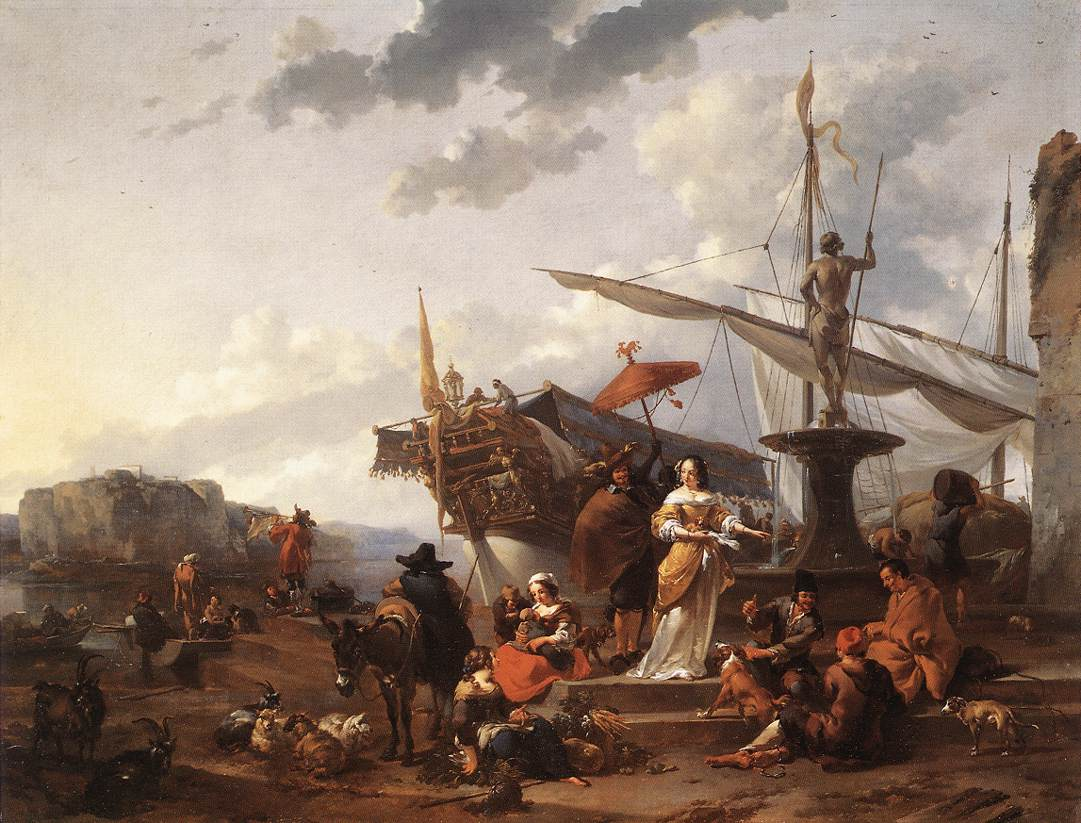
مشهد الميناء الجنوبي
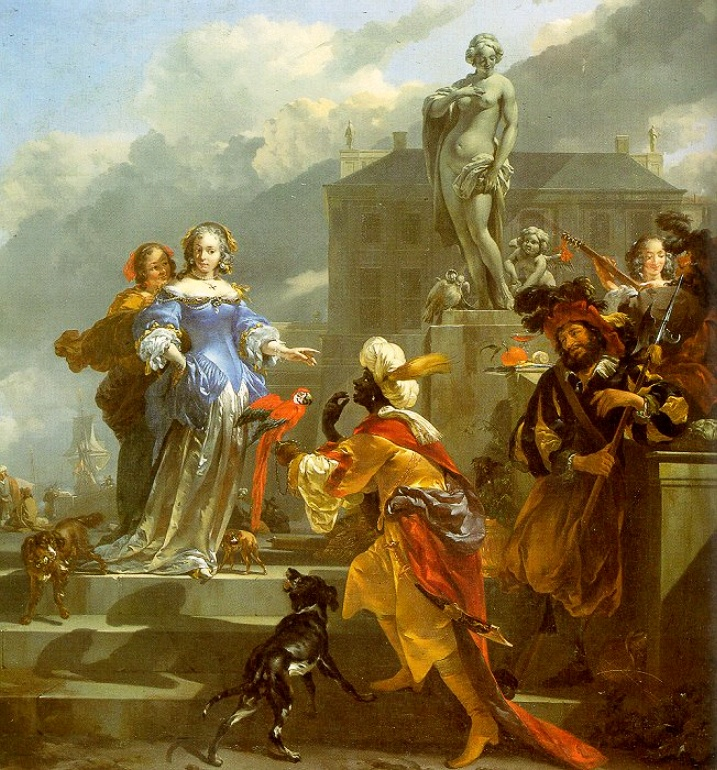
مستنقع يقدم ببغاء لسيدة
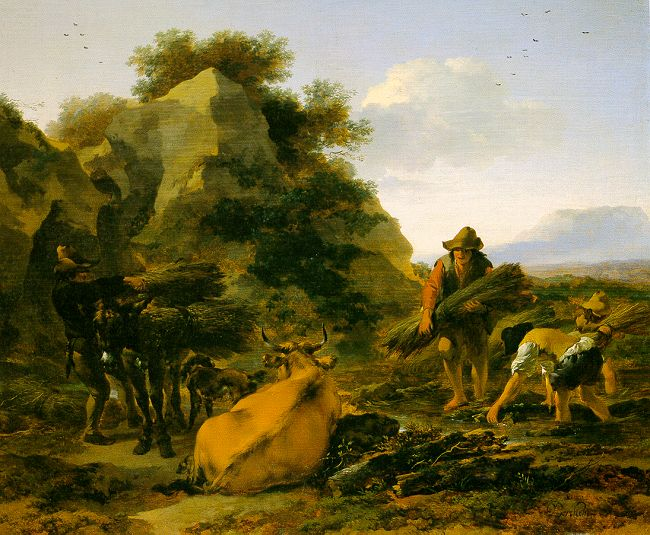
منظر طبيعي مع عصي تجمع الرعاة
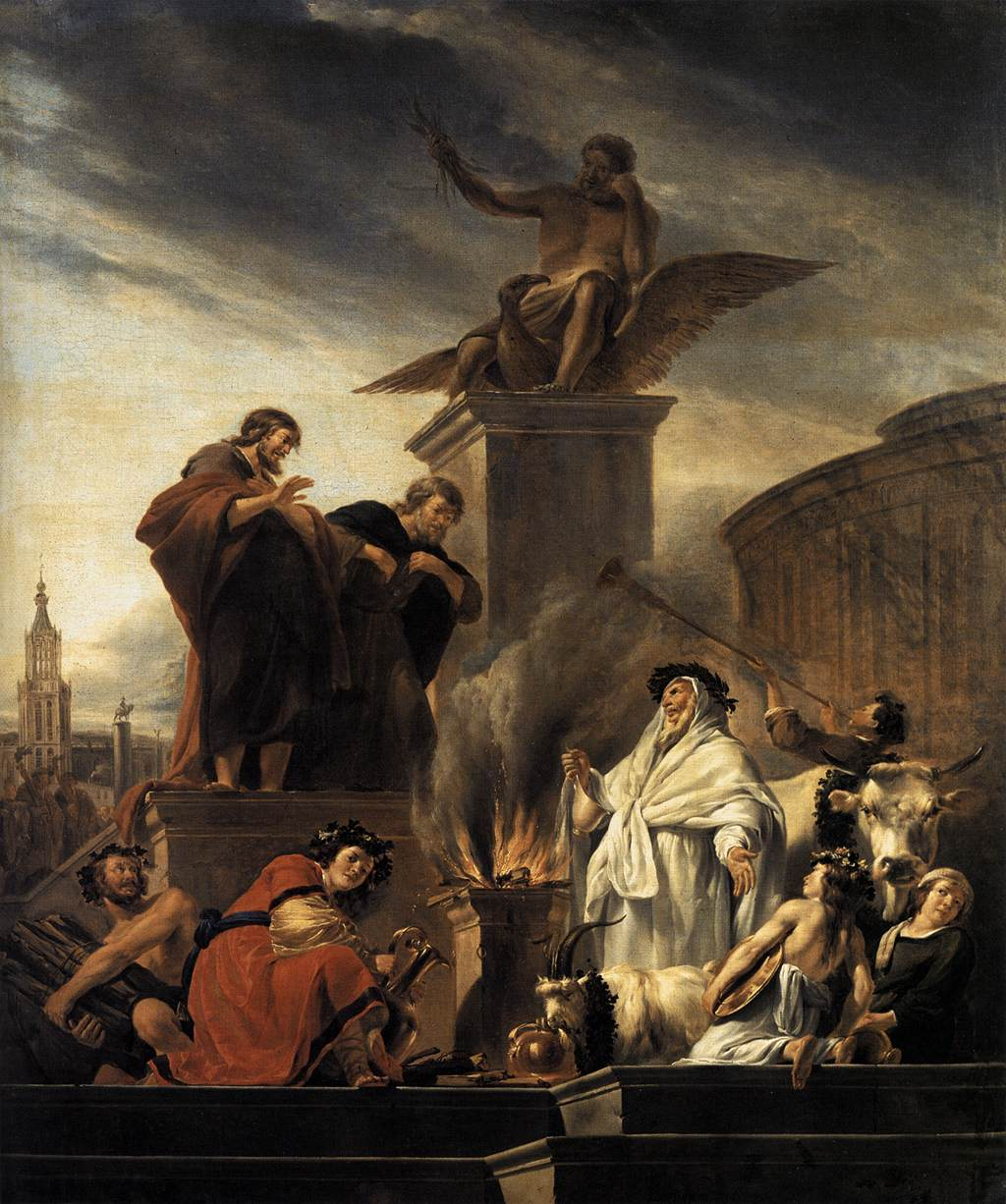
بول وبرنابا في لسترة

## روابط خارجية
- 96 paintings by or after Nicolaes Pieterszoon Berchem في
- معرض الأعمال
- أعمال نيكولاس بيرشم في متحف نيوزيلندا تي بابا تونغاريوا
- rijksmuseum.nl
- emslandgeschichte.de
- بيركيم في إيطاليا: ملاحظات على لوحة غير منشورة